# Корвет типу А69

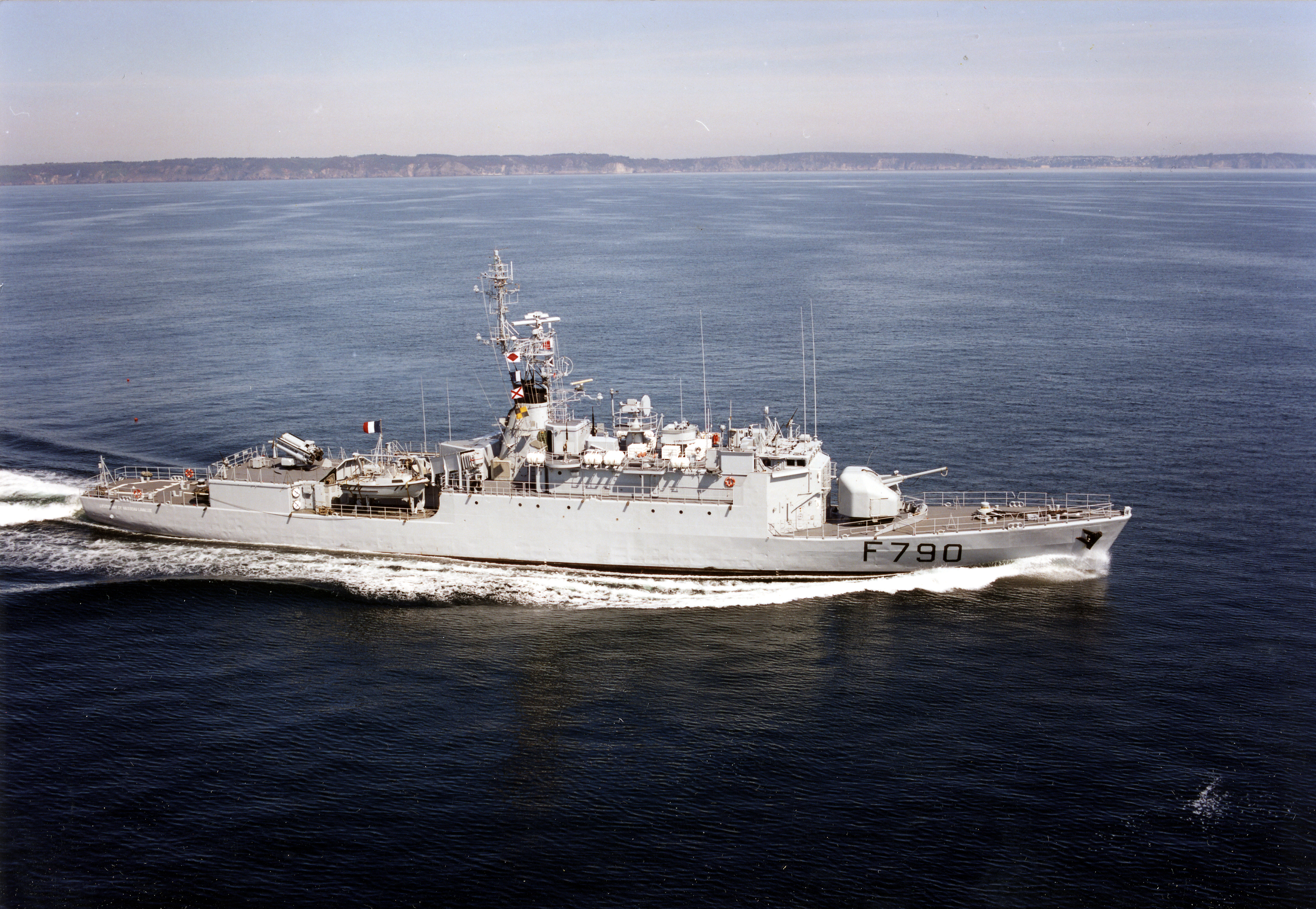
Авізо Lieutenant de vaisseau Lavallée

Корвети ракетні типу A69 – Французькі корвети , призначені головним чином для знищення підводних човнів. У Франції також класифіковані як авізо. В 1972-1980 рр. було збудовано 17 кораблів цього типу. Кораблі відомі також як тип D'Estienne d'Orves. Французькі кораблі цього типу носили імена героїв 2-ї світової війни.

## Виведені з експлуатації або передані Турецьким ВМС
- F781 D'Estienne d'Orves (нова назва Henri Honoré d'Estienne d'Orves, виведений з експлуатації в 1999, зараз Турецький TCG Beykoz.)
- F782 Amyot d'Inville (списаний в 1999, зараз Турецький TCG Bartin.)
- F783 Drogou (списаний в 2000, зараз Турецький TCG Bodrum)
- F784 Détroyat (списаний в 1997)
- F785 Jean Moulin (нова назва Jean Moulin, списаний в 1999)
- F786 Quartier-Maître Anquetil (списаний в 2000, зараз Турецький TCG Bandirma)
- F787 Commandant de Pimodan (списаний в 2000, зараз Турецький TCG Bozcaada)
- F788 Second-Maître Le Bihan (списаний в 2002, зараз Турецький TCG Bafra)

## На озброєнні у Французьких ВМС
- F789 Lieutenant de vaisseau Le Hénaff
- F790 Lieutenant de vaisseau Lavallée
- F791 Commandant L'Herminier
- F792 Premier-Maître L'Her
- F793 Commandant Blaison
- F794 Enseigne de vaisseau Jacoubet
- F795 Commandant Ducuing (named after Gabriel Auguste Ferdinand Ducuing)
- F796 Commandant Birot
- F797 Commandant Bouan

## На озброєнні вАргентинських ВМС

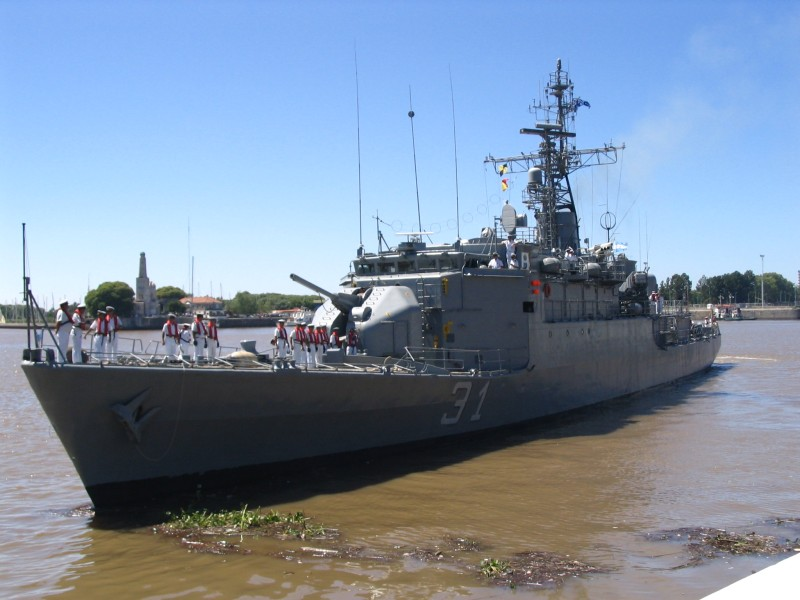
Корвет ARA Drummond (P-31)

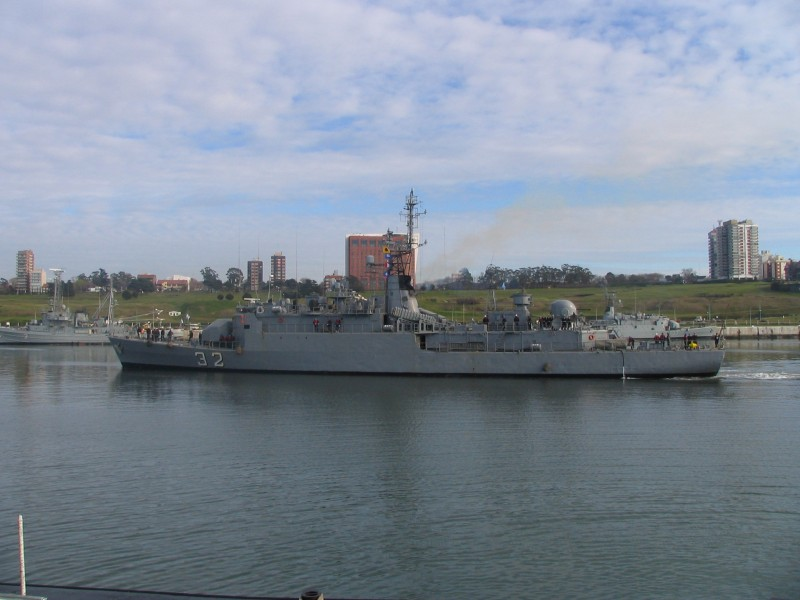
Корвет ARA Guerrico (P-32)

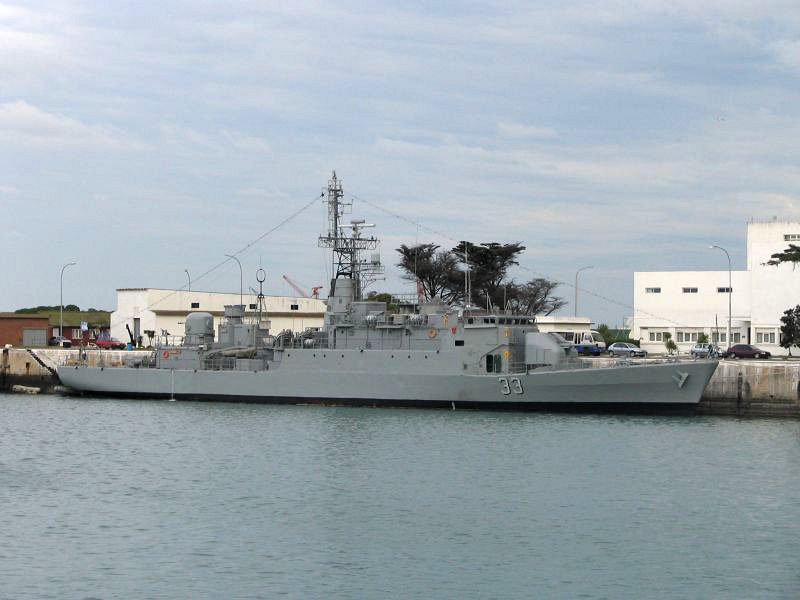
Корвет ARA Granville (P-33)

Аргентинські ВМС управляють трьома D'Estienne D'Orves- клас кораблів, локально відомих як Drummond Class. Перші два кораблі були спочатку обладнані для ВМС ПАР, але через санкції Ради Безпеки ООН проти ПАР, вони не були поставлені, а були закуплені для Аргентинських ВМС в 1978. Третій корабель цього класу був обладнаний для Аргентини і поставлений в 1981.
- P-31 ARA Drummond (екс-ПАР Good Hope)
- P-32 ARA Guerrico (екс-ПАР Transvaal)
- P-33 ARA Granville